# Trattato di Madrid (1526)
Il trattato di Madrid è un accordo del 14 gennaio 1526 tra il re di Francia Francesco I di Valois e l'imperatore Carlo V d'Asburgo, sottoscritto nella città di Madrid.

## Condizioni della pace
Francesco I di Valois era stato sconfitto e fatto prigioniero dalle truppe tedesche e spagnole del capitano fiammingo Carlo di Lannoy nel 1525 durante la battaglia di Pavia, ed era stato imprigionato nella torre di Pizzighettone in Lombardia. Il re francese venne poi trasferito a Madrid, dove Carlo V si trovava in vista del matrimonio con Isabella di Portogallo, al fine di stipulare un trattato di pace.
Carlo V d'Asburgo gli impose, in cambio della sua liberazione, la rinuncia da parte della Francia al Regno di Napoli, al Ducato di Milano e alla Borgogna, oltre alla consegna di una cospicua somma in denaro e dei suoi due figli (il delfino Francesco ed Enrico, duca d'Orleans) come ostaggi agli austro-spagnoli.

## Conseguenze del trattato di Madrid
Firmato il trattato Francesco I di Valois tornò in breve in libertà, ma rifiutò di cedere la Borgogna al nemico, anzi, aizzò gli stati italiani, creando la Lega di Cognac con papa Clemente VII, il duca di Milano Francesco II Sforza e altri stati, contro i tedeschi cosicché Carlo V nel 1527 inviò un'armata di 14.000 lanzichenecchi in Italia, e furono assediate e saccheggiate Firenze e Roma.
L'accordo raggiunto a Madrid nel 1526 venne modificato a vantaggio della Francia nel 1529, con la pace di Cambrai.